# Hertta Kuusinen

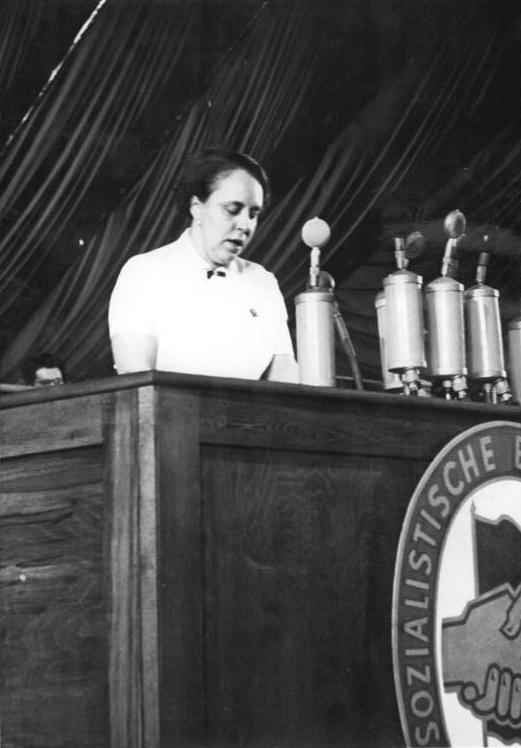
Hertta Kuusinen talar i Berlin 1950.

Hertta Kuusinen, född 14 februari 1904 i Luhango i Finland, död 18 mars 1974 i Moskva i Sovjetunionen, var en finländsk politiker.

## Biografi
Hertta Kuusinen var dotter till Otto Ville (Wille) Kuusinen. Hon tillbringade sin barndom på Nisula herrgård i Luhango. 1922 flyttade hon, arton år gammal, tillsammans med sin bror Esa (16 år) till sin far som efter de rödas nederlag i finska inbördeskriget bodde i Sovjetunionen. Två år senare anslöt sig hennes yngre syster Riikka-Sisko. Hon fick arbete som funktionär inom Komintern, bodde på Hotell Lux i Moskva – ett ”gated community” för utländska kommunister och partifunktionärer, där de kunde hållas under strikt övervakning. Hon bodde där tillsammans med sin man Tuure Lehén, som var chef för ”avdelning M”, kärnan i Kominterns hemliga verksamhet. De skulle välja ut lämpliga kandidater bland tillresta utländska kommunister för den militära kursen. Lehén hade under namnet Alfred Langer givit ut en bok om det väpnade upprorets teori i Schweiz. Tuure Lehén var även hedersdoktor i revolutionär taktik i Moskva samt inrikesminister i Terijokiregeringen.
Hertta Kuusinen gjorde flera uppdrag för Komintern i både Finland och Tyskland under 1920- och 30-talet. År 1934 anhölls hon, efter att ha sänts av Finlands kommunistiska parti via Stockholm till Finland under falskt namn varvid hon senare blev dömd till fängelse i fyra år och åtta månader i tukthus i Tavastehus central- och länsfängelse för förberedelse till landsförräderi. Fallet gick upp till Högsta Domstolen som dock ej sänkte straffsatsen. Efter frigivningen 1939 var hon engagerad i den kommunistiska partiverksamheten under sommaren och hösten, men gick under jorden vid vinterkrigets utbrott. 
Stalins terror berövade henne brodern Esa och dennes hustru Taina Mustonen. Brodern satt två och ett halvt år i fångläger, där han ådrog sig tbc varefter han kort efter frisläppandet dog. Taina dukade under i fångläger. Systern Rikka-Siskos första man Boris Popov avrättades men även hennes andra man dog. Morbrodern Eino Laaksovirta blev avrättad. Hennes fars andra hustru Aino Kuusinen tillbringade 20 år i läger och fängelse. Detta till trots var hon stalinist ända till Stalins död.
Hertta Kuusinen fick med Tuure Lehén en son – Juri eller Jurkka – som inte kunde bo tillsammans med föräldrarna på Hotell Lux. Föräldrarna flyttade honom därför till ett barnhem, där han vistades till 12 års ålder. Modern träffade honom enbart ett par veckor under sommarledigheten och aldrig efter 10 års ålder. I samband med krigsutbrottet 1939 skildes han från Herttas syster Riikka-Sisko, som hållit ett öga på honom, och Tuure Lehéns nya familj, varvid han först flyttades till Petroskoj och därefter bortom Ural. Han dog 1942, vid 18 års ålder, av lunginflammation. Hertta skrev brev till Otto Wille Kuusinen 1945 och önskade besked om sonen. Han svarade med ett brev ställt till Sovjets Helsingforsambassadör om dödsbeskedet, vilket ambassadören fick framföra.
Under mellankrigstiden var hon åter aktiv med i partiverksamheten. När fortsättningskriget bröt ut 1941 internerades hon och satt fängslad ända till krigets slut 1944. Genast efter vapenstilleståndet 1944 fick hon en ledande ställning först inom Finlands kommunistiska parti, senare inom det av kommunisterna bildade Demokratiska förbundet för Finlands folk (DFFF), de så kallade folkdemokraterna. I november 1944 startade tidningen Vapaa Sana (Det Fria Ordet), organ för DFFF, där Kuusinen blev politisk redaktör. 
År 1945 valdes hon in i Finlands riksdag för DFFF och blir ordförande för riksdagsgruppen. Hon var riksdagsledamot fram till 1971. I riksdagsvalet 1948 fick Kuusinen, som kandidat för kommunisterna, ett rekordstort antal personröster, ett rekord som endast slagits en gång, av Sauli Niinistö i valet 2007. Under några månader 1948 var hon också konsulterande minister, det vill säga minister utan portfölj. Hon blev den andra kvinnliga ministern i Finland efter socialministern Miina Sillanpää 1926–1927. Kuusinen var ordförande i Kvinnornas Demokratiska Världsförbund med säte i Östberlin 1969–1974.
Kuusinen var 1923–1933 gift med Tuure Lehén och 1945–1950 med Yrjö Leino samt levde i ett samboförhållande med författaren Olavi Paavolainen från början av 1950-talet till dennes död 1964.